# Barrettini
Barrettini (voluit: Isola Barrettini) is een rotseilandje in de La Maddalena-archipel voor de kust van het Italiaanse eiland Sardinië.
De zuidelijke helft van het eiland bestaat uit roze graniet, het noordelijke deel uit schist. Barrettini meet in 650 meter in lengte. De breedte varieert van veertig meter in het midden van het eiland tot ruim tweehonderd op zowel de noordelijk als de zuidelijke helft. Zowel aan de west- als de oostkust ligt halverwege het eiland een baai, respectievelijk Cala d'Acqua en Cala Zerri. Het noordelijkste punt van het eiland wordt Punta Seccagna genoemd.
Barrettini is een habitat voor de Tyrreense muurhagedis.
Het IOTA-nummer van Piana is, zoals voor de meeste andere eilanden in de archipel, EU-041. De Italian Islands Award-referentie (I.I.A., gegeven aan natuurlijke eilanden) was SS-002. Inmiddels heeft het in de Mediterranean Islands Award de code MIS-002.